# Parque nacional Isla Hinchinbrook

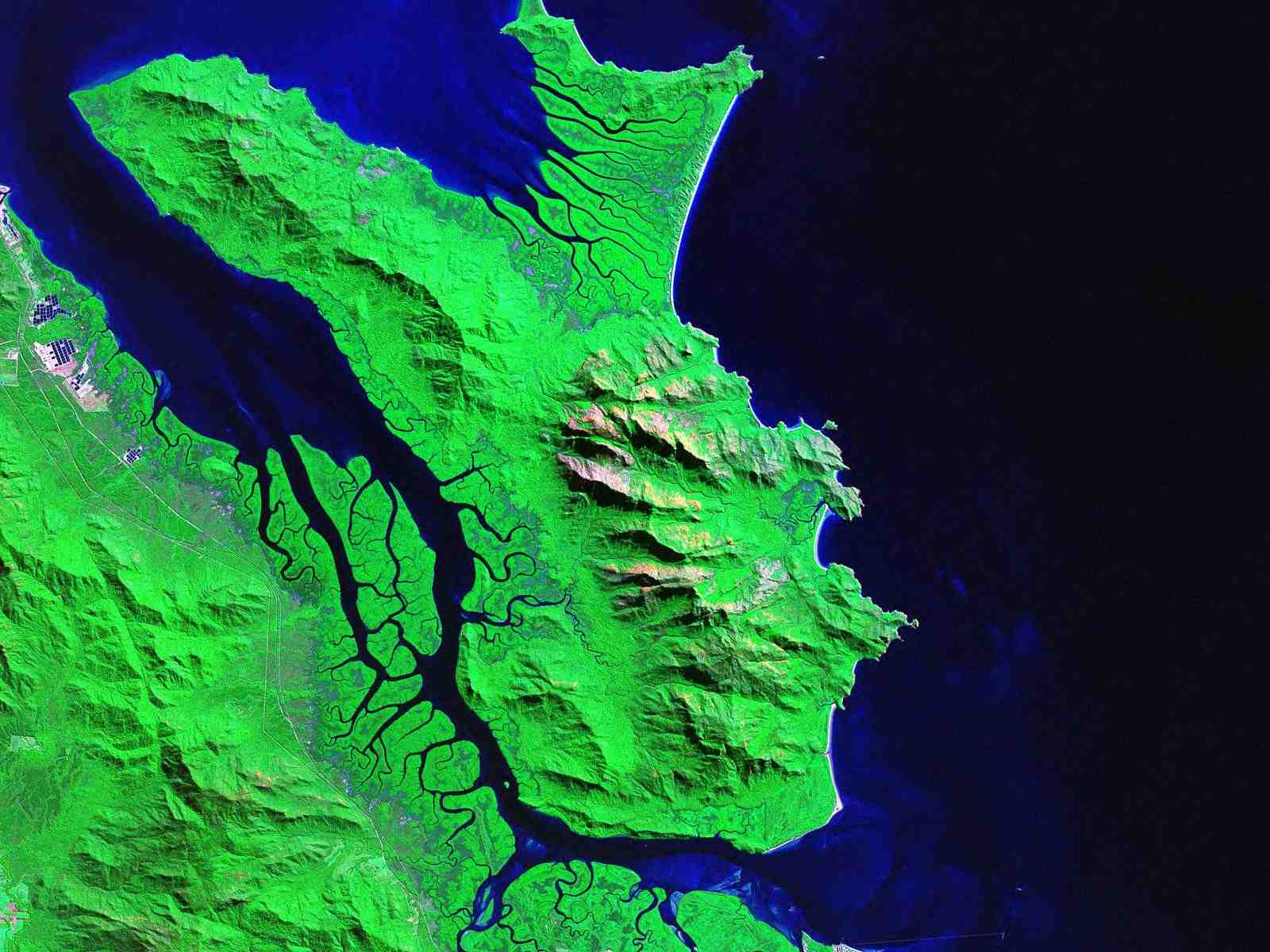
Imagen de la Isla Hinchinbrook en falsos colores

El Parque Nacional Isla Hinchinbrook es un parque nacional en Queensland (Australia), ubicado a 1240 km al noroeste de Brisbane.

## Datos
- Área: 399 km²
- Coordenadas: 18°22′55″S 146°14′49″E / -18.38194, 146.24694
- Fecha de creación: 1932
- Administración: Servicio para la Vida Salvaje de Queensland
- Categoría IUCN: II